# 흔들다리 효과
흔들다리 효과는 흔들리는 다리 위에서 만난 이성에 대한 호감도가 안정된 다리위에서 만났을 때 보다 더 상승한다는 것이다. 이러한 현상을 심리학적 용어로는 귀인오류라고 부르기도 한다.

## 배경
1974년, 컬럼비아 대학교의 아서 아론과 도널드 더튼박사가 실험한 바가 있다. 캐나다 벤쿠버 카필라노 강의 서로 다른 두 다리에서 이 실험은 진행되었다. 첫번째 다리는 좁은 폭, 길이는 140m, 높이는 70m로 심하게 흔들리는 다리였고 두번째 다리는 높이 3m에 단단한 삼나무로 만들어진 튼튼하고 안정감을 주는 다리였다. 실험은 18~35세 남성에게 이 두 다리를 건너게 하고 건너편에서 건너온 여성 실험도우미가 다리 중간에서 남성에게 설문을 하는 형식으로 진행되었다. 설문이 끝나고 여성 실험도우미는 나중에 이 실험에 대한 자세한 사항이 궁금하다면 전화를 하라며 전화번호를 주었다. 실험 결과 흔들리는 첫번째 다리에서 설문에 응한 남성들은 50%이상이 전화를 걸어온 반면 안정된 두번째 다리에서 설문에 응한 남성들은 12.5%만이 전화를 걸어왔다.이

## 원리
흔들다리 효과는 잘못된 귀인의 오류를 범한 대표적인 심리현상이다. 심리적으로 불안한 상황과 그로 인한 신체의 각성 상태에서 사람은 자신의 감정을 쉽게 착각한다는 원리는 바탕으로 한 이론이다. 인간은 자신의 감정이 어떤지 판단할 수 있는 정확한 방법이 존재하지 않는다. 다만 긴장하면 손에 땀이 난다던지 심장 박동이 빨라진다던지 하는 신체적인 변화로 자신의 감정을 예상할 뿐이다.

## 관련사례
심리적인 불안과 안정되지 못한 상황들에서 이러한 현상을 발견할 수 있다. 스톡홀름 증후군에서 경찰에게 포위된 인질과 납치범은 사랑에 빠지며, 미국의 심리학자 아얄라 파인스는 수천 쌍의 남녀와 인터뷰 한 결과 극적인 상황 속에서 커플이 된 사례가 20%를 넘는다고 하였다. 이 커플들은 예를 들면 대학입학이나 해외유학, 해외여행 등 새로운 상황에 맞닥드렸을 때나 부모의 죽음이나 연인과의 결별을 경험한 상실 상태에였는데 이때는 이성에 대한 호감도가 상승한다고 한다. 실제로 우리나라 교육방송에서도 실험을 했는데 놀이공원에서 소개팅을 한 커플이 실내에서 소개팅을 한 커플보다 실제 연인이 된 경우가 더 많았다고 한다.
이와 비슷한 실험으로는 뉴욕주립대의 심리학과 교수 스튜어트 밸린스의 실험이 있다. 스튜어트 교수는 방 안에 남성 한명씩을 들어오게 하고 그들에게 여성들의 사진을 보여주며 동시에 그들의 심장소리를 들려주었다. 그런데 그들에게 들려준 심장소리는 가짜였고 스튜어트 교수가 의도적으로 빠르기를 조절한 심장소리였다. 스튜어트 교수는 미녀의 사진을 보여줄 때는 보통 심장 박동 소리를, 평범하거나 매력적이지 않은 여성의 사진을 보여줄 때는 빠르게 뛰는 심장 박동 소리를 들려주었다. 실험결과 남성들은 자신의 심장 소리가 빠르게 뛰었던 여성들의 사진에 호감을 표시했다. 이 또한 잘못된 귀인의 오류를 범한 예이다.
연인끼리 공포영화를 보러가거나, 놀이공원을 가서 스릴있는 놀이기구를 타는경우, 가벼운 레포츠를 즐길 경우에 심장의 두근거림이 이성에 대한 호감으로 착각하게 된다.

## 응용분야
1959년  사회심리학자 샤흐터는 친애행동과 불안과의 상관관계에 대한 실험을 했다. 그 결과 고통을 느낄지도 모른다는 불안감을 지닌 집단은 그렇지 않은 집단보다 더 적극적으로 교류하고 친해졌는데 이는 불안한 사람들이 더 사람들과 친밀감과 유대감을 느끼려고 한다는 것을 의미한다. 흔들다리 효과에서부터 샤흐터의 실험까지 사람들의 이러한 심리는 드라마나 영화에서도 잘 나타나 있다.
불안한 심리현상은 사람들이 더욱 더 친밀감과 유대감 그리고 사랑에 대해 갈망하도록 만드는데 현대인들에게는 이러한 불안증세가 많다. 그러므로 사람들은 밝고 행복한 결말을 원하며 사랑을 주제로 하는 드라마나 영화가 갈수록 많아지는 이유이다. 사람들이 신데렐라 드라마를 좋아하는 것 또한 같은 이유이다. 사람은 불안한 상황일 수록 그것을 채워줄 도움을 원하는데 그것이 경제적이거나 물질적인 것도 상관이 없다. 그렇기에 재벌 2세나 돈이 많은 드라마속 인물들을 만나는 여주인공에게 감정이입을 하는 것이다. 혹은 그러한 남자의 도움이 없이도 성공하는 여성들의 모습을 통해 대리만족하는 것이다.

## 관련도서
- 그림으로 읽는 생생 심리학(글.그림: 이소라)
- 즐거운 일상을 만드는 심리실험 이야기( 시부야 쇼조 지음, 이규원 옮김)

## 같이 보기
- 감정표현불능증

## 참조
1. ↑  이소라, <<그림으로 읽는 생생 심리학>>, 그리고책, 2008
2. ↑  “보관된 사본”. 2013년 12월 12일에 원본 문서에서 보존된 문서. 2013년 12월 5일에 확인함.
3. ↑  http://www.dailian.co.kr/news/view/260084